# ソユーズGVK
ソユーズGVKとは、ロシアで開発されている無人貨物宇宙船である。初飛行は2022年が予定されている。ソユーズGVKの設計は、既存のプログレス無人補給船と同じく、有人型のソユーズ宇宙船に基づいている。ただし大気圏突入時に燃え尽きるプログレスに対し、ソユーズGVKは軌道上から地球に物資を持ち帰ることができる。2020年現在この能力がある宇宙船はアメリカ・スペースX社のドラゴン無人宇宙船に限られている。ソユーズGVKは軌道上に2000kgの物資を送り届け、500kgの物資を持ち帰る能力を持つ。打ち上げにはソユーズ2.1bロケットを用いる予定である。